# Pastevník
Pastevník (też: Pastovník) – potok w Górach Czerchowskich w pn.-wsch. Słowacji, prawobrzeżny dopływ potoku Sekčov w dorzeczu Torysy.
Źródła na wys. ok. 960 m n.p.m. na pn.-wsch. stokach góry Čergov. Spływa początkowo wąską, głęboką i całkowicie zalesioną doliną w kierunku pn.-wsch. Po wyjściu z gór na terenie wsi Hertník łagodnie zmienia kierunek na pd.-wsch., po czym we wsi Bartošovce, na wysokości ok. 360 m n.p.m., uchodzi do Sekčova.
Doliną Pastevníka biegnie droga dojazdowa z Hertníka do obiektów turystycznych na przełęczy na Čergov.